# Vasilj Tichonov
Vasilj Tichonov (ryska: Василий Тихонов), född den 19 november 1960, är en sovjetisk roddare.
Han tog OS-silver i åtta med styrman i samband med de olympiska roddtävlingarna 1988 i Seoul.